# Доуни, Генри, 3-й виконт Даун
Подполковник Генри Плейделл Доуни, 3-й виконт Даун (англ.  Henry Pleydell Dawnay, 3rd Viscount Downe; 8 апреля 1727 — 9 декабря 1760) — британский военный и политик.

## Биография
Родился 8 апреля 1727 года. Старший сын достопочтенного Джона Джоуни (1686—1740), сына Генри Доуни, 2-го виконта Доуни (1664—1741). Его матерью была Шарлотта Луиза, дочь Роберта Плейделла из Ампни-Крусис, Глостершир.
В мае 1741 года после смерти своего деда 14-летний Генри Доуни унаследовал титул 3-го виконта Дауна (Пэрство Ирландии). Поскольку это был ирландский пэр, он не имел права на место в английской Палате лордов (хотя и имел право на место в ирландской Палате лордов). Следовательно, он имел право на избрание в Палату общин Великобритании, и в 1750 году он был избран в Палату общин от Йоркшира. Это место он занимал до своей смерти в 1760 году.
Лорд опочивальни принца Уэльского, член Лондонского королевского общества.
Лорд Даун также служил в Семилетней войне в звании подполковника в 25-м пехотном полку. Он сражался в битве при Миндене в 1759 году и командовал полком в битве при Кампене в октябре 1760 года. Он умер в декабре 1760 года от ран, полученных во время последней битвы, в возрасте 33 лет.
Лорд Даун так и не женился, и его преемником стал его младший брат Джон.